# サマド・テイラー
サマド・ジャハド・テイラー（Samad Jahad Taylor, 1998年7月11日 - ）は、アメリカ合衆国カリフォルニア州リバーサイド郡コロナ出身のプロ野球選手（二塁手、外野手）。右投右打。MLBのシアトル・マリナーズ傘下所属。

## 経歴

### プロ入りとインディアンス傘下時代
2016年のMLBドラフトでクリーブランド・インディアンスから10巡目（全体302位）指名され、プロ入り。契約後、傘下のルーキー級アリゾナリーグ・インディアンスでプロデビュー。32試合に出場して打率.293、1本塁打、14打点、6盗塁を記録した。
2017年は開幕からA-級マホーニングバレー・スクラッパーズでプレーした。

### ブルージェイズ傘下時代
2017年7月31日にジョー・スミスとのトレードで、トーマス・パノーンと共にトロント・ブルージェイズへ移籍した。移籍後はアパラチアンリーグのルーキー級ブルーフィールド・ブルージェイズとA-級バンクーバー・カナディアンズでプレーし、移籍前を含めた3チーム合計で52試合に出場して打率.294、6本塁打、30打点、7盗塁を記録した。
2018年はA級ランシング・ラグナッツでプレーし、121試合に出場して打率.228、9本塁打、53打点、44盗塁を記録した。
2019年はA+級ダニーデン・ブルージェイズでプレーし、108試合に出場して打率.216、7本塁打、38打点、26盗塁を記録した。
2020年はCOVID-19の影響でマイナーリーグが開催されなかったため、公式戦の出場は無かった。オフはオーストラリアン・ベースボールリーグ（ABL）に参加し、キャンベラ・キャバルリーで25試合に出場した。
2021年はAA級ニューハンプシャー・フィッシャーキャッツでプレーし、87試合に出場して打率.294、16本塁打、52打点、30盗塁を記録した。
2022年はAAA級バッファロー・バイソンズでプレーし、後述の移籍まで70試合に出場して打率.258、9本塁打、45打点、23盗塁を記録した。

### ロイヤルズ時代
2022年8月2日にウィット・メリフィールドとのトレードで、マックス・カスティーヨと共にカンザスシティ・ロイヤルズへ移籍した。移籍後は怪我のためマイナーでの出場は無かった。オフにはアリゾナ・フォールリーグに参加し、サプライズ・サグアロスに所属した。11月10日にはルール・ファイブ・ドラフトでの流出を防ぐために40人枠入りした。
2023年はロイヤルズのスプリングトレーニングに参加したが、開幕は傘下のAAA級オマハ・ストームチェイサーズで迎えることになった。6月16日にメジャー初昇格を果たし、翌17日のロサンゼルス・エンゼルス戦にて「8番・左翼手」で先発出場してメジャーデビュー。9回裏に一打サヨナラの場面で中堅にメジャー初安打初打点となる、同時にチームの10連敗をストップさせるサヨナラ安打を放った。この年メジャーでは31試合に出場して打率.200、4打点、8盗塁を記録した。

### マリナーズ時代
2024年1月30日に金銭または後日発表選手とのトレードで、シアトル・マリナーズへ移籍した。この年は主に傘下のAAA級タコマ・レイニアーズでプレーした。メジャーでは3試合の出場にとどまった。
2025年1月15日にDFAとなり、21日にマイナー契約となってAAA級タコマへ配属された。

## 詳細情報

### 年度別打撃成績
| 年 度    | 球 団    | 試 合 | 打 席 | 打 数 | 得 点 | 安 打 | 二 塁 打 | 三 塁 打 | 本 塁 打 | 塁 打 | 打 点 | 盗 塁 | 盗 塁 死 | 犠 打 | 犠 飛 | 四 球 | 敬 遠 | 死 球 | 三 振 | 併 殺 打 | 打 率 | 出 塁 率 | 長 打 率 | O P S |
| -------- | -------- | ----- | ----- | ----- | ----- | ----- | -------- | -------- | -------- | ----- | ----- | ----- | -------- | ----- | ----- | ----- | ----- | ----- | ----- | -------- | ----- | -------- | -------- | ----- |
| 2023     | KC       | 31    | 69    | 60    | 11    | 12    | 2        | 1        | 0        | 16    | 4     | 8     | 0        | 1     | 1     | 7     | 0     | 0     | 22    | 1        | .200  | .279     | .267     | .546  |
| 2024     | SEA      | 3     | 5     | 5     | 2     | 2     | 0        | 0        | 0        | 2     | 0     | 0     | 0        | 0     | 0     | 0     | 0     | 0     | 1     | 0        | .400  | .400     | .400     | .800  |
| MLB：2年 | MLB：2年 | 34    | 74    | 65    | 13    | 14    | 2        | 1        | 0        | 18    | 4     | 8     | 0        | 1     | 1     | 7     | 0     | 0     | 23    | 1        | .215  | .288     | .277     | .565  |

- 2024年度シーズン終了時

### 年度別守備成績
内野守備
| 年 度 | 球 団 | 二塁（2B） | 二塁（2B） | 二塁（2B） | 二塁（2B） | 二塁（2B） | 二塁（2B） | 三塁（3B） | 三塁（3B） | 三塁（3B） | 三塁（3B） | 三塁（3B） | 三塁（3B） |
| 年 度 | 球 団 | 試 合      | 刺 殺      | 補 殺      | 失 策      | 併 殺      | 守 備 率   | 試 合      | 刺 殺      | 補 殺      | 失 策      | 併 殺      | 守 備 率   |
| ----- | ----- | ---------- | ---------- | ---------- | ---------- | ---------- | ---------- | ---------- | ---------- | ---------- | ---------- | ---------- | ---------- |
| 2023  | KC    | 12         | 15         | 13         | 1          | 4          | .966       | 2          | 0          | 0          | 0          | 0          | ----       |
| MLB   | MLB   | 12         | 15         | 13         | 1          | 4          | .966       | 2          | 0          | 0          | 0          | 0          | ----       |

外野守備
| 年 度 | 球 団 | 左翼（LF） | 左翼（LF） | 左翼（LF） | 左翼（LF） | 左翼（LF） | 左翼（LF） | 中堅（CF） | 中堅（CF） | 中堅（CF） | 中堅（CF） | 中堅（CF） | 中堅（CF） |
| 年 度 | 球 団 | 試 合      | 刺 殺      | 補 殺      | 失 策      | 併 殺      | 守 備 率   | 試 合      | 刺 殺      | 補 殺      | 失 策      | 併 殺      | 守 備 率   |
| ----- | ----- | ---------- | ---------- | ---------- | ---------- | ---------- | ---------- | ---------- | ---------- | ---------- | ---------- | ---------- | ---------- |
| 2023  | KC    | 15         | 28         | 0          | 0          | 0          | 1.000      | 1          | 0          | 0          | 0          | 0          | ----       |
| MLB   | MLB   | 15         | 28         | 0          | 0          | 0          | 1.000      | 1          | 0          | 0          | 0          | 0          | ----       |

- 2023年度シーズン終了時

### 背番号
- 0（2023年）
- 12（2024年）